# St John’s Town of Dalry
St John’s Town of Dalry, ehemals St John’s Clachan of Dalry, oft kurz Dalry, ist eine Ortschaft in der schottischen Council Area Dumfries and Galloway. Sie liegt rund 35 km westlich von Dumfries und rund 45 Kilometer südöstlich von Ayr am linken Ufer des Water of Ken.

## Geschichte
Die Ortschaft liegt an einer alten Pilgerstraße der Malteser (englisch: „Knights of St John“), woher der Name St John’s Town of Dalrys rührt. Am Ufer des Water of Ken befindet sich eine mittelalterliche Motte. Heute sind ihre Überreste als Scheduled Monument klassifiziert. In der Nähe steht die 1832 erbaute neogotische Dalry Parish Church, die ein spätmittelalterliches Kirchengebäude ersetzte. Drei Kilometer nördlich, am Ufer des Earlstoun Loch entstand im späten 16. oder frühen 17. Jahrhundert mit dem Tower House Earlstoun Castle eine Festung, welche die Lairds der Region bewohnten.
Es war der Earl of Galloway, welcher die mittelalterliche Siedlung im späten 18. Jahrhundert als Plansiedlung ausbaute. Lebten 1861 noch 639 Personen in St John’s Town of Dalry, so sank die Zahl im Laufe des weiteren Jahrhunderts kontinuierlich. Im Rahmen der Zensuserhebung 1971 wurden noch 432 Einwohner gezählt.

## Verkehr
Mit der aus Edinburgh kommenden A702 endet eine Fernverkehrsstraße in der Ortschaft. Sie geht westlich von St John’s Town of Dalry in der A713 (Castle Douglas–Ayr) auf. Auf der gegenüberliegenden Seite des Water of Ken verläuft die A762, während die A712 wenige Kilometer südlich an der Ortschaft vorbeiführt. St John’s Town of Dalry ist an dem von Portpatrick nach Cockburnspath verlaufenden Fernwanderweg Southern Upland Way gelegen.